# Schweizer SGS 1-34
Die Schweizer SGS 1-34 ist ein US-amerikanisches Segelflugzeug der Standardklasse in Ganzmetallbauweise. Von der als Leistungsflugzeug entworfenen Maschine wurden 98 Exemplare gefertigt.

## Konstruktion
Die SGS 1-34 ist ein freitragender Schulterdecker mit einholmigen metallbeplankten Ganzmetalltragflächen. Zur Geschwindigkeitsbegrenzung sind über und unter den Tragflächen Luftbremsen installiert. Der Rumpf ist eine Ganzmetall-Schalenkonstruktion. Das Einradfahrwerk war starr oder einziehbar erhältlich.

## Technische Daten
| Kenngröße             | Daten          |
| --------------------- | -------------- |
| Besatzung             | 1              |
| Länge                 | 7,8 m          |
| Spannweite            | 15 m           |
| Höhe                  |                |
| Flügelfläche          | 14 m²          |
| Flügelstreckung       | 16,1           |
| Flächenbelastung      |                |
| Flügelprofil          |                |
| Gleitzahl             | 33 bei 88 km/h |
| Geringstes Sinken     |                |
| Leermasse             | 259 kg         |
| max. Startmasse       | 381 kg         |
| Höchstgeschwindigkeit | 227 km/h       |